# Yab'a

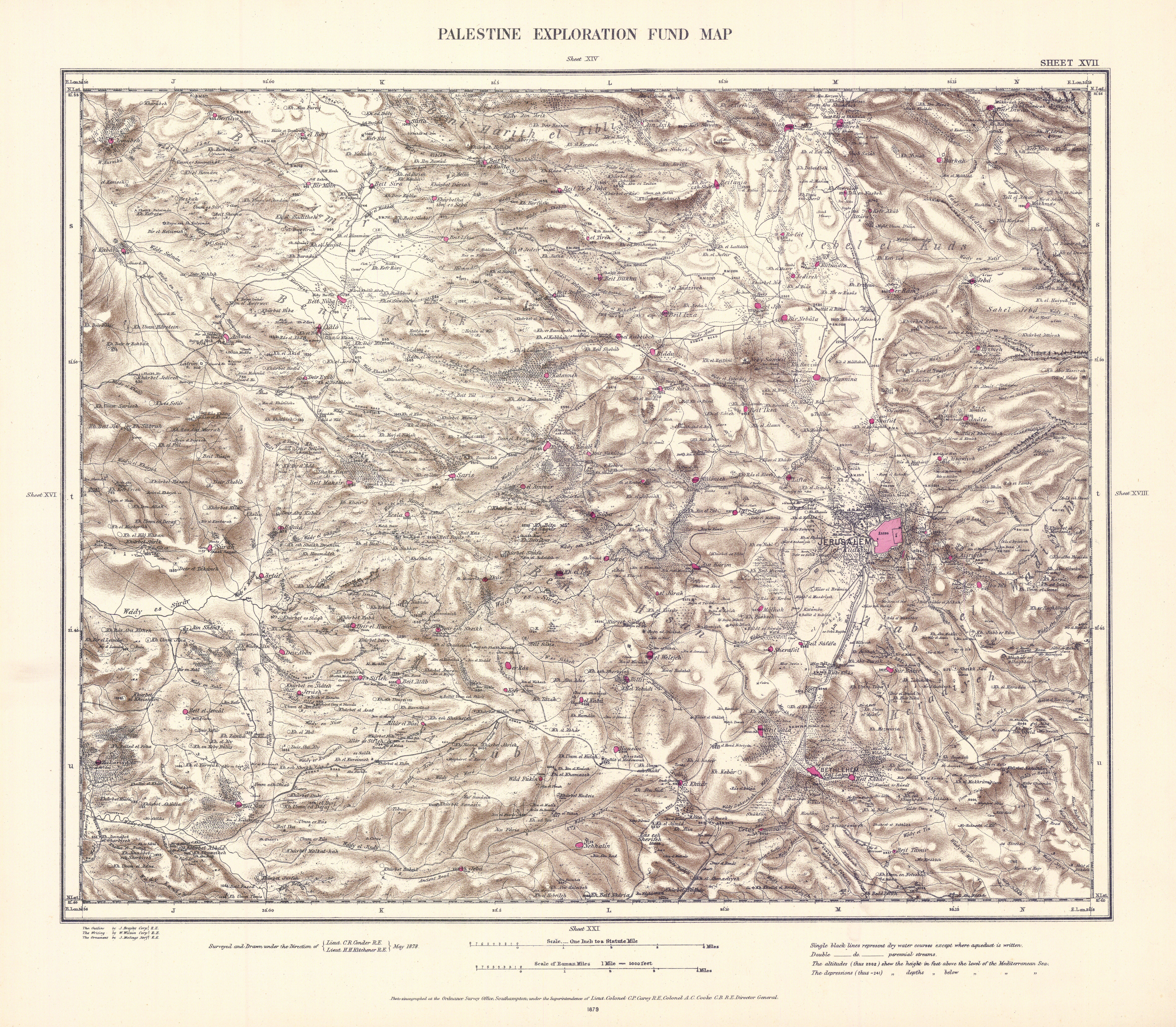
Palestina Occidental en 1880.

Yab'a o Yaba'a (árabe: الجبعة) es una aldea palestina en el centro de Cisjordania, ubicada a 17 kilómetros al norte de Hebrón y a 15 kilómetros al suroeste de Belén. Situada a tres kilómetros al este de la Línea Verde, se encuentra en la zona de costuras, rodeada por los asentamientos israelíes en el concejo Regional Gush Etzion y la barrera israelí de Cisjordania. 
Entre las ciudades y pueblos palestinos cercanos están Surif, al sur, Uadi Fukin al norte y Nahalin al noreste. Yab'a es la localidad más septentrional de la gobernación de Hebrón. Según la Oficina Central de Estadísticas de Palestina, Yab'a tenía una población de aproximadamente 896 habitantes en 2007. Yab'a tiene una superficie terrestre total de 10.099 dunams, de los cuales 1.002 dunams corresponden a zonas urbanizadas.

## Historia
Yab'a se remonta a los cananeos. El pueblo es mencionado en la famosa obra de Eusebio de Cesarea, Crónica, como Gabatha [Gava'ot] (Γαβαθα), que el geógrafo histórico Samuel Klein cree que es Yab'a al sureste de Bayt Nattif. Yab'a ha sido identificado por Conder como el sitio bíblico de Guibeá. Aunque no es concluyente, se dice que es el lugar de enterramiento del profeta Habacuc. En otra parte, Eusebio dice que Habacuc fue enterrado cerca de un lugar llamado Ενκηλα ('Ain Qe'ilah), a siete millas de Bayt Jibrin, y que ahora se llama Jirbet Qila. Aquí se han encontrado cerámicas bizantinas.

### Era otomana
En 1596, Yaba apareció en los registros fiscales otomanos como perteneciente al nahiya de Quds del liwa de Quds, con una población de 3 hogares musulmanes. Los aldeanos pagaban un tipo impositivo fijo del 33,3% sobre el trigo, la cebada, las aceitunas, las cabras o las colmenas; un total de 1.110 akçes.
En 1863, el explorador francés Victor Guérin descubrió que Yab'a tenía solo cien almas, mientras que el Estudio de Palestina Occidental del Fondo para la Exploración de Palestina describió a Yeba en 1883 como 'una pequeña aldea que se eleva sobre una loma alta y estrecha, con un valle escarpado al norte. Las casas son de piedra. Al oriente hay cuevas en la cara de la roca.'

### Era del Mandato británico de Palestina
En el censo de Palestina de 1922 realizado por las autoridades del Mandato británico, Al Yaba'a tenía una población de 122 habitantes, todos musulmanes, mientras que en el momento del censo de 1931, El Yab'a tenía una población de 176 habitantes, musulmanes, que vivían en un total de 36 casas.
En las Estadísticas municipales de Palestina de 1945, la población de El Yab'a era de 210 habitantes, musulmanes, que poseían 5.593 dunams de tierra según un estudio oficial de tierras y población. De ellas, 102 dunams eran plantaciones y tierras de regadío, 1.880 se utilizaban para cereales, mientras que solo 12 dunams eran terrenos construidos (urbanizados).

### Era jordana
A raíz de la guerra árabe-israelí de 1948, y después de los Acuerdos de Armisticio de 1949, Yab’a quedó bajo el dominio jordano.
El censo jordano de 1961 registró 332 habitantes.

### 1967 y consecuencias
Desde la guerra de los Seis Días en 1967, Yab'a ha estado bajo ocupación israelí.
Después de los acuerdos de Oslo de 1995, el 3,5% de la tierra de la aldea fue clasificada como tierra del Área B, mientras que el 96,5% restante se clasificó como Área C. Israel ha colocado a Yab'a dentro del bloque Gush Etzion, aislándolo efectivamente de sus vecinos palestinos. La barrera israelí de Cisjordania se extenderá sobre las tierras de Al Yab'a, aislando el 90% de las tierras de Yab'a de la aldea.
El 25 de febrero de 2015, en un aparente ataque de la política de la etiqueta de precios|, una mezquita de la aldea fue incendiada. La policía israelí lo estaba investigando. El ataque coincidió con el aniversario de la masacre de la Tumba de los Patriarcas que había tenido lugar en Hebrón en 1994. El fuego fue descubierto por los fieles que rápidamente lo extinguieron, aunque las alfombras y las paredes resultaron dañadas, no se informó de que alguien hubiera resultado herido. Los grafitis en hebreo pedían 'ataques de venganza' contra árabes y musulmanes, según testigos presenciales.